# Deskanje na snegu na Zimskih olimpijskih igrah 1998

## Moški

### Snežni kanal
Tekmovanje v snežnem kanalu je potekalo 12. februarja.
| Medalja | Tekmovalec          | Točke |
| Zlato   | Gian Simmen (ŠVI)   | 85.2  |
| Srebro  | Daniel Franck (NOR) | 82.4  |
| Bron    | Ross Powers (ZDA)   | 82.1  |

### Veleslalom
Tekmovanje v veleslalomu je potekalo 8. februarja.
| Medalja | Tekmovalec            | Čas     |
| Zlato   | Ross Rebagliati (KAN) | 2:03.96 |
| Srebri  | Thomas Prugger (ITA)  | 2:03.98 |
| Bron    | Ueli Kestenholz (ŠVI) | 2:04.08 |

## Ženske

### Snežni kanal
Tekmovanje v snežnem kanalu je potekalo 12. februarja.
| Medalja | Tekmovalka                 | Točke |
| Zlato   | Nicola Thost (NEM)         | 74.6  |
| Srebro  | Stine Brun Kjeldaas (NOR)  | 74.2  |
| Bron    | Shannon Dunn-Downing (ZDA) | 72.8  |

### Veleslalom
Tekmovanje v veleslalomu je potekalo 9. februarja.
Polona Zupan je v prvi vožnji končala na 15. mestu, v drugi, po padcu, ni končala.
| Medalja | Tekmovalka               | Čas        |
| Zlato   | Karine Ruby (FRA)        | 2:17.34    |
| Srebro  | Heidi Maria Renoth (NEM) | 2:19.17    |
| Bron    | Brigitte Köck (AVT)      | 2:19.42    |
| ...     |                          |            |
|         | Polona Zupan (SLO)       | Ni končala |